# Heinrich Ruster
Heinrich Ruster (* 14. Oktober 1884 in Kuchenheim/Euskirchen; † 23. Oktober 1942 im KZ Sachsenhausen) war ein deutscher Schriftsteller und Widerstandskämpfer gegen den Nationalsozialismus.

## Leben

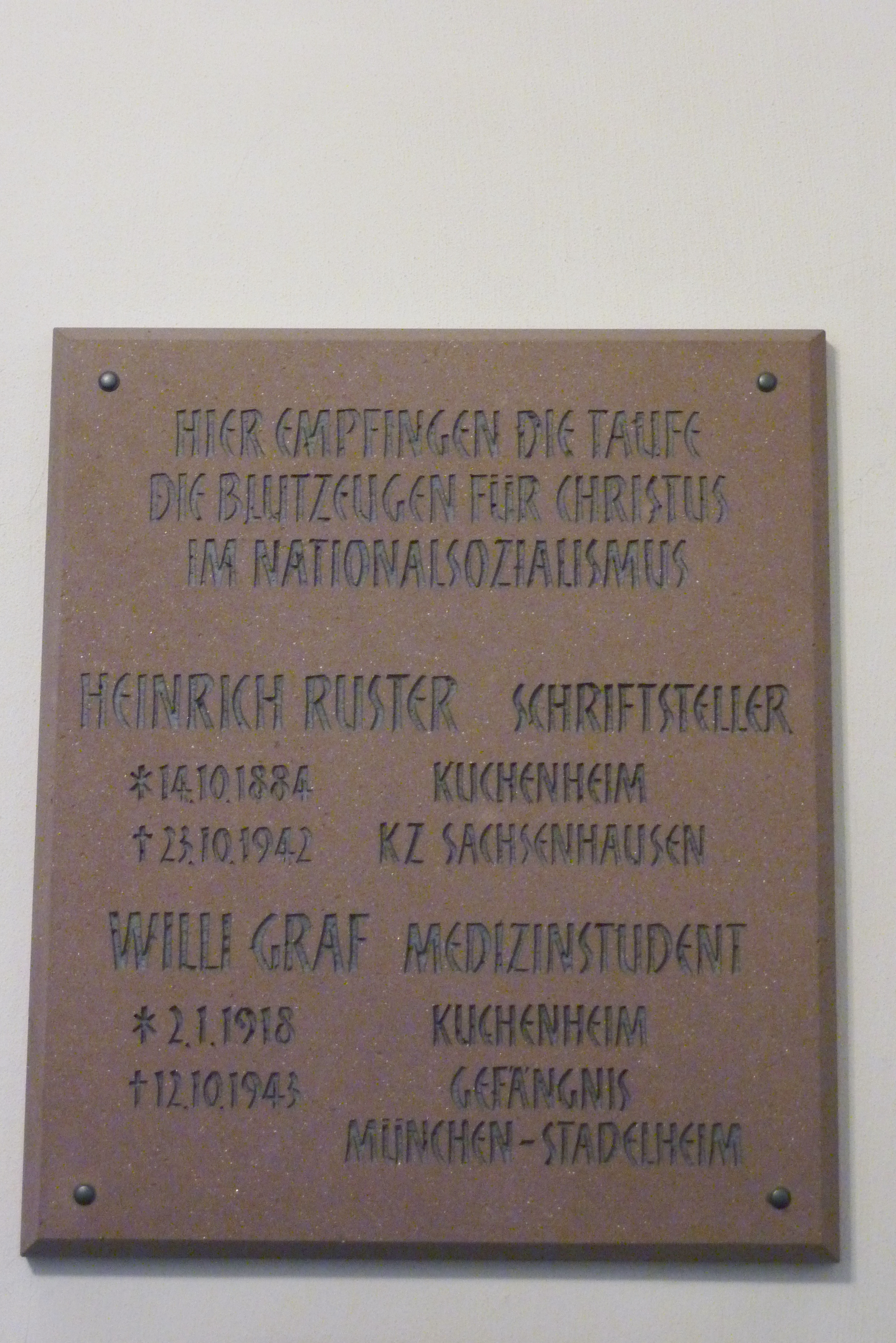
Gedenktafel in der Kirche St. Nikolaus in Kuchenheim

Heinrich Ruster war der Sohn eines Lehrers (in Kuchenheim) und späteren Konrektors einer Volksschule in Bonn. Nachdem sein Vater nach Bonn versetzt worden war, besuchte Heinrich Ruster das Beethoven-Gymnasium, legte dort sein Abitur ab und studierte katholische Theologie, später auch Philosophie und Pädagogik an der Rheinischen Friedrich-Wilhelms-Universität Bonn. Im Ersten Weltkrieg war er Kriegsfreiwilliger und gab nach Kriegsende sein Studium auf. Er betätigte sich als Schriftsteller und war ab 1925 Dozent für Volksbildung, Leserpsychologie und Staatsbürgerkunde an der Bibliothekarschule des Borromäusvereins Bonn. Er war Mitglied im Friedensbund Deutscher Katholiken.
Er veröffentlichte zahlreiche Arbeiten und Bücher über christliche Werte und philosophische Fragen. In den 1930er Jahren trat er mit anti-nazistischen Reden öffentlich auf. Wegen seiner öffentlich geäußerten Weigerung, Adolf Hitler religiös zu überhöhen, wurde er 1937 schließlich in Bonn verhaftet. Er wurde wegen „staatsfeindlicher Äußerungen“ von einem Kölner Sondergericht wegen Verstoßes gegen das Heimtückegesetz zu vier Monaten Gefängnis verurteilt. Im Januar 1940 wurde er erneut verhaftet, diesmal von der Gestapo. Ihm wurden „Zersetzungsversuche bei Wehrmachtsangehörigen“ vorgeworfen, sowie „böswillig gehässige, hetzerische und von niedriger Gesinnung zeugende Äußerungen über leitende Persönlichkeiten des Staates oder der NSDAP gemacht zu haben“. Er wurde zu einer Haftstrafe von zehn Monaten verurteilt. Nach Verbüßung der Haft wurde Ruster 1942 in das KZ Sachsenhausen überstellt. Er verstarb nach Misshandlungen – nach Angabe des Lagerarztes – an „allgemeiner Körperschwäche“. Nach Angabe des Mithäftlings Franz Ballhorn wurde er ermordet.
Heinrich Ruster war seit 1932 mit Katharina Kleinsorg verheiratet.
Die katholische Kirche hat Heinrich Ruster im Jahr 1999 als Glaubenszeugen in das deutsche Martyrologium des 20. Jahrhunderts aufgenommen.